# فراس عماد
فراس عماد (25 ديسمبر 1989 عمان الأردن - ) هو لاعب كرة قدم أردني يلعب في مركز حارس مرمى.

## روابط خارجية
- فراس عماد على موقع قاعدة بيانات كرة القدم.إي يو (الإنجليزية)
- فراس عماد على موقع Soccerway.com (الإنجليزية)